# 尤尼克 (愛荷華州)
尤尼克（英語：Unique）是位於美國愛荷華州洪堡縣的一個鬼鎮。由於此地已於1878年被荒廢，本地已無人居住。

## 地理
尤尼克的座標為42°43′02″N 94°20′43″W / 42.71722°N 94.34528°W，而該地的平均海拔高度為351米（即1152英尺）。